# كريستين ديفيس
كريستين ديفيس هي فنانة فيديو ومصورة كندية، ولدت في 24 يناير 1962.